# أفعى الحراشف المنشارية
أفعى الحراشف المنشارية أو حارية فلسطينية، (الاسم العلمي: Echis  coloratus) (بالإنجليزية: Palestine Saw-scaled Viper)‏ هي نوع من أنواع الثعابين السامة تتبع جنس الحارية من فصيلة الأفاعي، تعيش في مناطق الشرق الأوسط ومصر، حاليا ليس لديها أي سلالات فرعية مسجلة.

## الوصف
يمكن أن تنمو هذه الأفعى حتى يصل طولها الإجمالي (الجسم + الذيل) إلى 75 سم (30 بوصة).